# Eskdaleside cum Ugglebarnby
Eskdaleside cum Ugglebarnby est une paroisse civile du Yorkshire du Nord, en Angleterre.